# Rhagovelia barbacoensis
Rhagovelia barbacoensis – gatunek pluskwiaków różnoskrzydłych z rodziny plesicowatych.

## Taksonomia
Gatunek ten został opisany po raz pierwszy w 2015 roku przez Dorę N. Padillę-Gil na podstawie okazów odłowionych w 2011 roku. Jako lokalizację typową wskazano Quebradę El Muerto w okolicy Barbacoas na terenie kolumbijskiego departamentu Nariño. Epitet gatunkowy pochodzi od lokalizacji typowej.
R. barbacoensis został prowizorycznie zaliczony do grupy gatunków R. bisignata w obrębie kompleksu gatunków R. angustipes. Pewna klasyfikacja nie była możliwa z uwagi na nieznalezienie formy długoskrzydłej.

## Morfologia
Bezskrzydły samiec osiąga około 4 mm, a bezskrzydła samica około 4,7 mm długości ciała. W ubarwieniu dominuje barwa brązowa, przy czym spód ciała jest jasnoszary. Błyszcząco czarne są: krawędzie zapiersia i listewek brzeżnych odwłoka, większe części czułków, kłujki i odnóży, ósmy i środek siódmego tergitu odwłoka, ósmy sternit odwłoka i segmenty genitalne. Z kolei barwę żółtą mają: nasady pierwszego członu czułków, poprzeczna przepaska na przedpleczu, biodra i panewki biodrowe, krętarze przednich i tylnych odnóży oraz nasadowe części ud odnóży przednich. Wierzch ciała porastają długie, półwzniesione szczecinki czarnej barwy. Na spodzie ciała występują małe szczecinki barwy żółtej. Tylna para odnóży ma na udzie 11 ząbków zgrupowanych i jeden izolowany, zaś na goleni 24 podobnych rozmiarów ząbki wzdłuż wewnętrznej krawędzi oraz ostrogę wierzchołkową.

## Ekologia i występowanie
Owad neotropikalny, znany tylko z lokalizacji typowej w Kolumbii. Zasiedla płynące wody słodkie. 